# Theta de la Balena
Theta de la Balena (θ Ceti) és una estrella de tipus K0 de quarta magnitud en la constel·lació de la Balena. Theta de la Balena és una estrella gegant taronja ubicada a uns 115 anys llum de la Terra.

## Nom
En el catàleg d'estrelles en el Calendarium d'Al Achsasi Al Mouakket, aquesta estrella és designada Thanih al Naamat (تاني ألنعامة - taanii al naʽāmāt), que es pot traduir al llatí com a Secunda Struthionum, que significa el segon estruç. Aquesta estrella, juntament amb η Cet (Deneb Algenubi), τ Cet (Thalath Al Naamat), ζ Cet (Baten Kaitos) i υ Cet, són Al Naʽāmāt (ألنعامة), Estruços de la Gallina.
En xinès, 天倉 (Tiān Cāng), significa Graner Quadrat Celestial, que es refereix a un asterisme format per θ Ceti, ι Ceti, η Ceti, ζ Ceti, τ Ceti i 57 de la Balena. Conseqüentment, θ Ceti és conegut com a 天倉三 (Tiān Cāng sān, anglès: la Tercera Estrella del Graner Quadrat Celestial.)